# Jean Philippot (architecte)
Pour les articles homonymes, voir Jean Philippot et Philippot.
Jean Philippot (né le 22 octobre 1901 à Compiègne et mort le 17 juillet 1988 à Paris,) est un architecte français, principalement connu pour ses réalisations dans le domaine ferroviaire et pour avoir dirigé la reconstruction de Compiègne après la Seconde guerre mondiale.

## Biographie
Il mène ses études à la section architecture de l'École des beaux-arts de Paris. Il est encore étudiant lorsque le 8 juin 1926, à Vineuil-Saint-Firmin (Oise), il épouse Jacqueline Dautry, fille de Raoul Dautry, alors ingénieur en chef à la Compagnie des chemins de fer du Nord et destiné à devenir deux ans plus tard directeur général du Réseau de l'État.
La relation avec ce beau-père bien placé va déterminer la carrière de Jean Philippot, qui se fait d'abord connaître comme spécialiste des gares :
- Gare de Trouville - Deauville (1930-1932)
- Au Congo, la gare CFCO de Pointe-Noire (1933-1934), vaguement analogue à la précédente
- Gare de Vanves - Malakoff (1934)
- Gare de Meudon (1936).

Si la gare de Trouville - Deauville est une déclinaison d'esprit Art déco du style régionaliste normand, celles de Vanves - Malakoff et de Meudon sont de typiques exemples du style « paquebot » de ces années-là. Toutes trois ont été inscrites au titre des monuments historiques,,, de même que l'église Saint-Jean-l'Évangéliste réalisée en 1933-1935 à Drancy. Cette dernière a été faite d'une structure en béton revêtue d'un parement de brique rouge, une solution employée également par Jean Philippot pour les façades extérieures de la gare de Vanves - Malakoff et qui caractérise beaucoup de ses œuvres à cette époque.

### La reconstruction de Compiègne
La ville natale de J. Philippot a gravement souffert de l'offensive allemande de mai-juin 1940. Entre le centre ancien et la rive de l'Oise, les bombardements et les incendies consécutifs ont ravagé de vastes quartiers, et le pont Séjourné a été détruit. Dès 1940 la municipalité charge l'architecte d'étudier un plan de reconstruction, le nomme l'année suivante architecte en chef de la ville. Les travaux débutent en 1942.
Jean Philippot propose un plan d'envergure qui va au-delà d'une simple reconstruction : c'est un programme d'urbanisme pour les cinquante ans à venir, calibré pour une cité de 35 000 habitants (Compiègne n'en compte alors guère que la moitié), prévoyant une nouvelle répartition spatiale des fonctions urbaines et anticipant notamment sur l'aménagement d'une future zone industrielle.
Cet ambitieux programme est approuvé par la municipalité en décembre 1943 et déclaré d'utilité publique en mai 1945. Dans l'intervalle, l'Occupation a pris fin, un nouveau Gouvernement provisoire est en place. Le hasard veut que J. Philippot y retrouve son beau-père Raoul Dautry au poste de ministre de la Reconstruction et de l'Urbanisme.
Entre-temps aussi, le périmètre des destructions a encore augmenté, les bombardiers anglo-américains ont rasé les alentours de la gare et des voies ferrées. On estime qu'au total, de 1940 à 1944, le quart de la ville a été réduit en ruines. La reconstruction va durer dix années, durant lesquelles Jean Philippot matérialise la nouvelle identité visuelle de Compiègne, avec une architecture sans excès d'originalité mais dignement inscrite dans une tradition faisant référence au XVIIIe siècle,,.

### Jean Philippot et le modernisme à Compiègne
Dès 1951, Jean Philippot et son adjoint Claude Charpentier (1909-1995) avaient participé à l’élaboration du premier grand ensemble compiègnois (1 000 logements) à la limite du vieux Compiègne, au lieu-dit la Glacière. Lorsque la municipalité décide de créer une zone à urbaniser par priorité le 29 mai 1959 (la ZUP 922, arrêtée par Pierre Sudreau le 15 avril 1960), Jean Philippot est sollicité par le député-maire Jean Legendre comme architecte et maître d’œuvre de l’îlot assurant la continuité entre le vieux Compiègne et les bâtiments de la Glacière (rue de Paris - rue Saint-Joseph). Le plan masse de la ZUP élaboré par l’architecte Biset englobe ces deux opérations dans l’un de ses trois secteurs, dénommé « La Victoire » en février 1966.
L’urbanisme des années 1960 et 1970 et ses errements — l’église Saint-Pierre des Minimes, unique édifice roman de Compiègne classé monument historique, est transformée en stand de tir — conduisent Jean Philippot et le maire de Compiègne à la rupture. Jean Philippot devient alors le soutien avisé de l'association « La sauvegarde du Vieux Compiègne » fondée le 6 mars 1974.
Le caveau de la famille Philippot-Dautry se trouve au cimetière nord de Compiègne.